# 아쿠아덕트 작전
미국의 아쿠아덕트 핵 실험 시리즈(영어: United States's Aqueduct nuclear test series)는 1989년부터 1990년까지 진행된 10회의 핵 실험이다. 이 실험은 코너스톤 작전 시리즈에 이어 스컬핀 작전 시리즈가 선행되었다.

## 핵 실험 목록
| 이름                                | 일시 (UT)                     | 현지 시간대  | 위치                                                                                  | 표고 + 높이                              | 투하 목적            | 장치 | 위력       | 낙진                       | 참고                          | 비고                                         |
| ----------------------------------- | ----------------------------- | ------------ | ------------------------------------------------------------------------------------- | ---------------------------------------- | -------------------- | ---- | ---------- | -------------------------- | ----------------------------- | -------------------------------------------- |
| Hornitos                            | 1989년 10월 31일 15:30:00.085 | PST (–8 hrs) | NTS Area U20bc 북위 37° 15′ 47″ 서경 116° 29′ 30″ / 북위 37.26305° 서경 116.49161°    | 1,846 m (6,056 ft)–562.94 m (1,846.9 ft) | 지하 갱도, 무기 개발 |      | 150 kt     |                            | [ 1 ] [ 3 ] [ 4 ]             |                                              |
| Muleshoe                            | 1989년 11월 15일 20:20:00.119 | PST (–8 hrs) | NTS Area U7bk 북위 37° 06′ 23″ 서경 116° 00′ 51″ / 북위 37.10647° 서경 116.01425°     | 1,311 m (4,301 ft)–244.45 m (802.0 ft)   | 지하 갱도, 무기 개발 |      | 20 kt 미만 |                            | [ 1 ] [ 3 ] [ 4 ]             |                                              |
| Whiteface - 1                       | 1989년 12월 20일 22:00:00.06  | PST (–8 hrs) | NTS Area U3lp 북위 37° 01′ 33″ 서경 116° 01′ 55″ / 북위 37.02584° 서경 116.03197°     | 1,216 m (3,990 ft)–196.9 m (646 ft)      | 지하 갱도, 안전 실험 |      | 20 kt 미만 |                            | [ 1 ] [ 3 ] [ 4 ]             | 동시에, 같은 구멍.                           |
| Whiteface - 2                       | 1989년 12월 20일 22:00:00.06  | PST (–8 hrs) | NTS Area U3lp 북위 37° 01′ 33″ 서경 116° 01′ 55″ / 북위 37.02584° 서경 116.03197°     | 1,216 m (3,990 ft) +                     | 지하 갱도, 안전 실험 |      | 20 kt 미만 |                            | [ 1 ] [ 3 ] [ 4 ]             | 동시에, 같은 구멍.                           |
| Metropolis                          | 1990년 3월 10일 15:00:00.083  | PST (–8 hrs) | NTS Area U2gh 북위 37° 06′ 45″ 서경 116° 03′ 22″ / 북위 37.11246° 서경 116.05605°     | 1,246 m (4,088 ft)–469.4 m (1,540 ft)    | 지하 갱도, 무기 개발 |      | 44 kt      | 누출 감지, 6 Ci (220 GBq)  | [ 1 ] [ 3 ] [ 4 ] [ 5 ] [ 6 ] |                                              |
| Bowie                               | 1990년 4월 6일 17:00:00.047   | PST (–8 hrs) | NTS Area U3mk 북위 37° 04′ 04″ 서경 115° 59′ 34″ / 북위 37.06765° 서경 115.99288°     | 1,271 m (4,170 ft)–213.4 m (700 ft)      | 지하 갱도, 무기 개발 |      | 100 t      |                            | [ 1 ] [ 3 ] [ 4 ] [ 7 ]       |                                              |
| Bullion                             | 1990년 6월 13일 16:00:00.079  | PST (–8 hrs) | NTS Area U20bd 북위 37° 15′ 42″ 서경 116° 25′ 16″ / 북위 37.26155° 서경 116.42101°    | 1,950 m (6,400 ft)–673.9 m (2,211 ft)    | 지하 갱도, 무기 개발 |      | 150 kt     |                            | [ 1 ] [ 3 ] [ 4 ]             |                                              |
| Justin                              | 1990년 6월 21일 18:15:00.0    | PST (–8 hrs) | NTS Area U6e 북위 36° 59′ 34″ 서경 116° 00′ 19″ / 북위 36.99279° 서경 116.00536°      | 1,174 m (3,852 ft)–350.5 m (1,150 ft)    | 지하 갱도, 무기 개발 |      | 2 kt       |                            | [ 1 ] [ 3 ] [ 4 ]             |                                              |
| Mineral Quarry - 2 (with Randsburg) | 1990년 7월 25일 15:00:00.06   | PST (–8 hrs) | NTS Area U12n.22 북위 37° 12′ 25″ 서경 116° 12′ 55″ / 북위 37.20682° 서경 116.21514°  | 2,216 m (7,270 ft)–389.5 m (1,278 ft)    | 터널, 무기 효과      |      | 10 kt      | 누출 감지, 0.5 Ci (19 GBq) | [ 1 ] [ 3 ] [ 4 ] [ 6 ]       | 동시에, 같은 굴착.                           |
| Randsburg - 1 (with Mineral Quarry) | 1990년 7월 25일 15:00:00.0    | PST (–8 hrs) | NTS Area U12n.22a 북위 37° 12′ 25″ 서경 116° 12′ 55″ / 북위 37.20682° 서경 116.21514° | 2,216 m (7,270 ft) +                     | 터널, 무기 개발      |      | 20 kt 미만 |                            | [ 1 ] [ 3 ] [ 4 ]             | 동시에, 같은 굴착.                           |
| Sundown - 1                         | 1990년 9월 20일 16:15:00.0    | PST (–8 hrs) | NTS Area U1d 북위 37° 02′ 18″ 서경 116° 03′ 27″ / 북위 37.0382° 서경 116.05756°       | 1,206 m (3,957 ft)–270.4 m (887 ft)      | 지하 갱도, 안전 실험 |      | 20 kt 미만 |                            | [ 1 ] [ 3 ] [ 4 ]             | 동시에, 같은 굴착.                           |
| Sundown - 2                         | 1990년 9월 20일 16:15:00.0    | PST (–8 hrs) | NTS Area U1d 북위 37° 02′ 18″ 서경 116° 03′ 27″ / 북위 37.0382° 서경 116.05756°       | 1,206 m (3,957 ft) +                     | 지하 갱도, 안전 실험 |      | 20 kt 미만 |                            | [ 1 ] [ 3 ] [ 4 ]             | 동시에, 같은 굴착.                           |
| Ledoux                              | 1990년 9월 27일 18:02:46.0    | PST (–8 hrs) | NTS Area U1a.01 북위 37° 00′ 25″ 서경 116° 03′ 32″ / 북위 37.00695° 서경 116.05899°   | 1,191 m (3,907 ft)–291 m (955 ft)        | 지하 갱도, 무기 개발 |      | 20 kt 미만 |                            | [ 1 ] [ 3 ] [ 4 ]             | 핵 장치에서 레이저를 실험적으로 펌핑하는 것. |

1. ↑  폭탄 실험은 살보 실험일 수 있으며, "연속적인 개별 폭발 사이의 시간이 5초를 초과하지 않고, 모든 폭발 장치의 매설 지점을 직선으로 연결할 수 있으며, 각 직선 세그먼트가 두 매설 지점을 연결하고 길이가 40킬로미터를 초과하지 않는" 두 개 이상의 폭발로 정의된다. Mikhailov, V. N. “Catalog of World Wide Nuclear Testing”. Begell-Atom. 2014년 4월 26일에 원본 문서에서 보존된 문서.
2. ↑  미국, 프랑스, 영국은 시험 이벤트를 코드명으로 지정했지만, 소련과 중국은 그러지 않았기 때문에 시험 번호만 사용했다 (일부 예외 - 소련의 평화적 폭발은 이름이 있었다). 이름이 고유 명사가 아닌 경우 괄호 안의 영어 단어 번역. 대시 다음에 숫자가 오는 것은 살보 이벤트의 구성원을 나타낸다. 미국은 때때로 그러한 살보 실험에서 개별 폭발에 이름을 붙이기도 했는데, 그 결과 "이름1 - 1(이름2 포함)"이 된다. 테스트가 취소되거나 중단된 경우, 날짜 및 위치와 같은 행 데이터는 알려진 경우 의도된 계획을 공개한다.
3. ↑  UT 시간을 표준 현지 시간으로 변환하려면 괄호 안의 시간 수를 UT 시간에 더하고, 현지 일광 절약 시간의 경우 한 시간을 추가한다. 결과가 00:00보다 이르면 24시간을 더하고 날짜에서 1을 뺀다. 24:00 이상이면 24시간을 빼고 날짜에 1을 더한다. 과거 시간대 데이터는 IANA 시간대 데이터베이스에서 얻었다.
4. ↑  대략적인 지명 및 위도/경도 참조; 로켓 운반 실험의 경우, 알려진 경우 폭발 위치 전에 발사 위치가 지정된다. 일부 위치는 매우 정확하지만, 다른 위치(예: 공중 투하 및 우주 폭발)는 매우 부정확할 수 있다. "~"는 해당 지역의 다른 실험과 공유되는 대략적인 형식적 위치를 나타낸다.
5. ↑  표고는 해발 고도를 기준으로 폭발 지점 바로 아래 지면 높이이다. 높이는 탑, 풍선, 수직 갱도, 터널, 공중 투하 또는 기타 장치에 의해 추가되거나 감소된 추가 거리이다. 로켓 폭발의 경우 지면 높이는 "N/A"이다. 어떤 경우에는 높이가 절대적인지 지면 상대적인지 불분명한 경우도 있다. 예를 들어 플럼밥/존 실험의 경우 그러하다. 숫자나 단위가 없으면 값이 알 수 없음을 의미하고 "0"은 0을 의미한다. 이 열의 정렬은 표고와 높이를 합산한 값으로 이루어진다.
6. ↑  대기, 공중 투하, 풍선, 총, 순항 미사일, 로켓, 지표면, 탑, 바지선은 모두 부분적 핵실험 금지 조약에 의해 금지된다. 밀폐된 수직 갱도와 터널은 지하이며, PTBT 하에서 유용하게 유지되었다. 의도적인 분화구 생성 실험은 경계선에 있으며, 조약 하에서 발생했지만 때때로 항의를 받았고, 일반적으로 평화적 용도로 선언된 경우 간과되었다.
7. ↑  무기 개발, 무기 효과, 안전 실험, 운송 안전 실험, 전쟁, 과학, 공동 검증 및 산업/평화적 용도를 포함하며, 이는 더 세분화될 수 있다.
8. ↑  알려진 경우 실험 항목의 명칭, "?"는 이전 값에 대한 불확실성을 나타내고, 특정 장치에 대한 별명은 따옴표로 표시된다. 이 정보 범주는 공식적으로 공개되지 않는 경우가 많다.
9. ↑  톤, 킬로톤, 메가톤 단위의 추정 에너지 위력. 1톤 TNT 환산은 4.184 기가줄(1 기가칼로리)로 정의된다.
10. ↑  알려진 경우, 즉각적인 중성자를 제외하고 대기로 방출되는 방사성 물질. 언급된 경우 측정된 종은 요오드-131뿐이며, 그렇지 않으면 모든 종이다. 항목이 없으면 알 수 없음을 의미하며, 지하 실험의 경우 아마도 없음을 의미하고, 그렇지 않은 경우 "모든"을 의미한다. 그 외에는 알려진 경우 현장 또는 현장 외에서 측정되었는지 여부와 방출된 방사능량에 대한 표기.